# Otatea aztecorum
Otatea aztecorum là một loài thực vật có hoa trong họ Hòa thảo. Loài này được (McClure & E.W.Sm.) C.E.Calderón ex Soderstr. mô tả khoa học đầu tiên năm 1980.